# 海军活体解剖事件
海军活体解剖事件（日语：海軍生体解剖事件）是第二次世界大战期间的1944年1月末至7月末，在旧日本海军据点所在地西太平洋特鲁克岛（当时处于日本托管统治之下），由海军所属医院及警备队军医对美军战俘实施“活体解剖”后杀害的事件。这一系列事件又称“特鲁克岛事件”，1947年在乙级战争犯罪审判（美军关岛审判第17号案件）中受到审理。  

## 背景
1943年底，一艘美国海军潜艇在特鲁克环礁附近被俘，日本帝国海军第四舰队第41警备队负责监管约50名战俘。这导致日本自1944年初起在特鲁克岛实施针对战俘的人体实验计划。
1944年（昭和19年）初，关东军防疫给水部（731部队）军医少将石井四郎等人发表了基于人体实验的研究成果，并培养出多位博士学位获得者。受此启发，日本海军也通过医务局和军医官的指挥系统，尝试利用战俘进行医学研究性质的人体实验。 
此外自同年2月起，特鲁克岛遭受美军大规模空袭导致大量伤亡，据称这加剧了日军对战俘的报复情绪。

## 事件

### 1月事件
1944年1月下旬，驻特鲁克岛海军第4舰队所属第4医院的军医官们，在该舰队第41警备队诊疗所病房内，接收了由该警备队拘押的8名战俘。他们将8人分为两组各4人，分别实施长时间止血带压迫实验和注射葡萄球菌诱发败血症的“活体实验”。在止血带实验中，4名战俘有2人当场死亡；接受葡萄球菌注射的4名战俘全部死亡。止血带实验中存活的2名战俘被运至诊疗所后方山坡，遭受“爆炸冲击实验”——用炸药爆破产生的冲击波进行实验。两名战俘四肢被炸断却未立即死亡，在痛苦挣扎中被绞杀。所有死亡战俘的遗体均被送至第4医院解剖，其中4人的头颅被切断，头骨作为标本送往军医学校。

### 3月活体实验
1944年3月，据称参与1月事件的第4医院军医官又对另外4名战俘实施活体解剖并杀害。

### 6月事件
1944年6月20日前后，在该岛第41警备队的病房内，该警备队军医官以医学实验为名，对一名美军战俘实施胸部、腹部及阴囊切开手术后，命令下士官将其杀害。下士官将尚未断气的战俘带至病房后方斩首，尸体掩埋于土坑中。同期另有一名美军战俘被刺刀捅刺致死。

### 7月事件
1944年7月20日前后，参与1月事件的第4医院军医官们将第41警备队移交的两名战俘带至医院后山，命令下士官用长矛和刺刀将其刺杀并斩首。
另据记载，在此期间还有约6名未被卷入上述事件的战俘，在事件前后相继遭到杀害。

### 8月部队长报告
1944年8月第一周，在第四舰队司令部大楼参谋室召开的“部队长会报（部队长会同报告；第四舰队首脑例会）”上，第四医院岩波院长报告了7月战俘刺杀事件及1月至2月实施的“活体实验”，并称若海军不推进人体实验将落后于陆军。此言令第四舰队司令长官原忠一中将等与会者哑然，随即被劝诫勿再公开此类言论。

### 事后工作
战后，因惧怕美军追究活体实验及杀害战俘的责任，第四舰队司令部、第4医院和第41警备队相关人员为掩盖事实，将战俘尸体挖出抛入海中销毁，并对知情者下达封口令。
另据记载，相关人员曾商议若事实败露，为免舰队司令部被追究责任，拟将已故的第4医院军医官指认为活体解剖主谋，并由第4医院岩波院长承担罪责。

## 逮捕嫌疑人
在特鲁克岛接受日军投降的美国海军陆战队曾就战俘下落讯问日军官兵但未获情报，后通过一名韩裔军人从岛上服役的朝鲜劳工处获取战俘处决信息，从而立案追究战争罪行。
另据记载，原第四舰队参谋长澄川道男少将曾通过与美国军方达成司法交易，供述了活体解剖事件及战俘刺杀事件的存在。
战犯嫌疑人被捕后，先被关押在特鲁克群岛春岛收容所，后为接受战犯审判移送至关岛收容所。已返回日本的嫌疑人及证人也均被传唤至东京，视需要押送至特鲁克岛或关岛。
据称关岛收容所的嫌疑人遭受了各种虐待。第4医院岩波院长不仅遭到美军哨兵虐待，还因哨兵传话“岩波院长声称‘我什么都不知道，无法负责’”而激怒原下士官嫌疑人群体，遭到他们殴打。此外，涉嫌在6月事件中剪除美军战俘脚趾甲的第41警备队军医官，被用钳子硬生生拔除指甲。
审判中，除澄川参谋长外，第4医院外科部长、外科科长、第4基本地部队军医长、第41警备队军医官等人均接受与美国军方的司法交易，作为检方证人出庭作证。

## 审判
美国海军关岛审判中，1947年6月10日至9月5日审理了1月事件与7月事件，同年9月22日至10月24日审理了6月事件。

### 第4医院事件（1月事件、7月事件）
第4医院岩波院长、医院的军医、医务兵以及保安部队长等19人因涉嫌参与该事件而被起诉。19名被告中，岩波院长被判处绞刑，其余18人均被判处无期徒刑或有期徒刑。
在1月事件中被指控实施“活体实验”的4名军医官中，1人已战死，1人在接到出庭传唤后于家中自杀，1人接受司法交易作为检方证人出庭作证，经历三天辩方盘问，离开法庭后自杀。
剩下的岩波院长辩称：第41警备队诊疗所病房内进行的“活体实验”是已死亡的3名军医官擅自所为，自己虽曾到场并就检验方法提供建议后因事离开；虽协助第4医院进行尸体解剖，并将1人的头颅与其他3具头骨一并送至日本军医学校，但对死因并不知情，由此否认参与“活体实验”。同时表示对“爆炸冲击实验”亦不知情。但对7月事件则全面承认自身责任。
判决认定检方对岩波院长参与1月事件“爆炸冲击实验”的举证不足，但对其余“活体实验”及7月事件判定有罪，最终判处岩波院长绞刑，其余18名被告均获10至20年刑期。
由于岩波院长作为事件主谋承担了全部罪责，第四舰队司令部对医院“活体实验”及战俘处决的批准责任未在审判中被追究。
审判后制作的裁判报告记录也评价称，由于岩波院长主动承担事件责任，使得死刑人数得以控制在1人。

### 第41警备队事件（6月事件）
因涉嫌参与该事件，第41警备队司令浅野新平、警备队军医长上野等10人被起诉，其中浅野司令与上野军医长被判绞刑，另4名被告被判无期徒刑。初审判决中对实际执行斩首及刺杀战俘的2名下士官亦判处绞刑，经复审后减为无期徒刑。
审判中浅野司令与上野军医长互相指控对方主导事件。初审判决后，浅野司令以事实认定错误为由提交上诉理由书，虽经复审程序，但其主张最终未获采纳，复审维持两名被告的死刑判决。

## 脚注

### 引文
1. ↑  岩川 (1982)，第52-74頁，2月号.
2. ↑  岩川 (1982)，第90-119頁，3月号.
3. ↑  岩川 (1982)，第314-343頁，4月号.
4. ↑  岩川 (1995)，第147-162頁.
5. ↑  井上 et al. (2010)，第268-282, 306-312頁.
6. 1 2 3 4 5 6 7  東京裁判ハンドブック編集委員会 (1989)，第113頁.
7. ↑  岩川 (1982)，第104頁，3月号.
8. ↑  岩川 (1982)，第323頁，4月号.
9. ↑  岩川 (1982)，第105頁，3月号.
10. ↑  岩川 (1995)，第153-158頁.
11. ↑  井上 et al. (2010)，第271-273, 281-282頁.
12. ↑  岩川 (1982)，第102-103頁，3月号.
13. ↑  井上 et al. (2010)，第271, 308-309頁.
14. ↑  岩川 (1982)，第94-95頁，3月号.
15. ↑  岩川 (1982)，第97-99頁，3月号.
16. ↑  岩川 (1982)，第61-69頁，2月号.
17. ↑  岩川 (1995)，第148-152頁.
18. ↑  井上 et al. (2010)，第269頁.
19. ↑  岩川 (1982)，第106頁，3月号.
20. ↑  岩川 (1995)，第156-157頁.
21. ↑  岩川 (1982)，第108-114頁，3月号.
22. 1 2  岩川 (1995)，第158頁.
23. ↑  井上 et al. (2010)，第275-277頁.
24. ↑  岩川 (1995)，第157頁.
25. ↑  井上 et al. (2010)，第269-270, 273-274頁.
26. ↑  井上 et al. (2010)，第272頁.
27. ↑  岩川 (1982)，第107-108頁，3月号.
28. ↑  岩川 (1995)，第157-158頁.
29. ↑  井上 et al. (2010)，第277頁.
30. 1 2  岩川 (1982)，第322-323頁，4月号.
31. 1 2  岩川 (1995)，第161頁.
32. ↑  井上 et al. (2010)，第281-282頁.
33. ↑  林 (2005)，第160-161頁.
34. ↑  岩川 (1982)，第323, 332-337頁，4月号.
35. ↑  岩川 (1982)，第323-331頁，4月号.
36. ↑  岩川 (1982)，第328-332頁，4月号.
37. ↑  岩川 (1995)，第158-159頁.
38. ↑  井上 et al. (2010)，第281頁.
39. 1 2  井上 et al. (2010)，第274頁.
40. ↑  岩川 (1995)，第158-162頁.
41. ↑  井上 et al. (2010)，第270-271, 274頁.
42. 1 2  井上 et al. (2010)，第270頁.
43. ↑  岩川 (1982)，第64-68頁，2月号.
44. ↑  井上 et al. (2010)，第270, 274頁.
45. ↑  岩川 (1982)，第69-73頁，2月号.
46. ↑  岩川 (1982)，第336-337頁，4月号.
47. 1 2  井上 et al. (2010)，第271, 274頁.
48. ↑  井上 et al. (2010)，第274-275頁.
49. ↑  岩川 (1995)，第169頁.
50. ↑  井上 et al. (2010)，第277-278頁.

### 判决
- 井上, 亮; 半藤, 一利; 秦, 郁彦; 保坂, 正康, , , 日本経済新聞出版社（日语：日本経済新聞出版社）, 2010, ISBN 9784532197711 （日语）
- 林, 博史, , 岩波新書, 岩波書店, 2005, ISBN 4004309522 （日语）
- 岩川, 隆, , 講談社, 1995, ISBN 4062074915 （日语）
- 東京裁判ハンドブック編集委員会 (编), , 青木书店, 1989, ISBN 4250890139 （日语）

### 杂志
- 岩川, 隆, , , 講談社: 52–74, 1982 （日语）
- 岩川, 隆, , , 講談社: 90–118, 1982 （日语）
- 岩川, 隆, , , 講談社: 314–343, 1982 （日语）

## 相关主题
- 乙级战犯
- 九州大学活体解剖事件